# ايفوري تاور
يوبي سوفت ايفوري تاور (بالإنجليزية:Ivory Tower)، هو ستوديو تطوير ألعاب فيديو فرنسي تابع للشركة الأم يوبي سوفت، أسس سنة 2007، ويقع مقره في مدينة ليون الفرنسية، إشتهر الأستوديو بإنتاج لعبة ذا كرو المخصصة لسباق السيارات.

## الموقع الخارجي
- الموقع الرسمي
 (بالإنجليزية)